# Tuffé-Val-de-la-Chéronne
Tuffé-Val-de-la-Chéronne es una comuna nueva francesa situada en el departamento de Sarthe, de la región de Países del Loira.

## Historia
Fue creada el 1 de enero de 2016, en aplicación de una resolución del prefecto de Sarthe de 29 de septiembre de 2015 con la unión de las comunas de Saint-Hilaire-le-Lierru y Tuffé, pasando a estar el ayuntamiento en la antigua comuna de Tuffé.

## Demografía
| Gráfica de evolución demográfica de Tuffé-Val-de-la-Chéronne entre 1800 y 2013 |
|                                                                                |

Los datos entre 1800 y 2013 son el resultado de sumar los parciales de las dos comunas que forman la nueva comuna de Tuffé-Val-de-la-Chéronne, cuyos datos se han cogido de 1800 a 1999, para las comunas de Saint-Hilaire-le-Lierru y Tuffé de la página francesa EHESS/Cassini. Los demás datos se han cogido de la página del INSEE.

## Composición
| Comuna delegada         | Código INSEE | Población (2013) | Superficie (km²) | Densidad (hab./km²) |
| ----------------------- | ------------ | ---------------- | ---------------- | ------------------- |
| Saint-Hilaire-le-Lierru | 72288        | 137              | 4.50             | 30                  |
| Tuffé                   | 72363        | 1607             | 24.66            | 65                  |